# Факш
Факш (перс. فكش) — село в Ірані, у дегестані Ешкевар-е-Софлі, у бахші Рахімабад, шагрестані Рудсар остану Ґілян. За даними перепису 2006 року, його населення становило 12 осіб, що проживали у складі 5 сімей.